# Chris Babb
Chris Babb (* 14. Februar 1990 in Topeka, Kansas) ist ein US-amerikanischer Basketballspieler. Nach Studium in seinem Heimatland spielte er zu seinem professionellen Karrierestart in der D-League sowie für die Boston Celtics in der am höchsten dotierten Profiliga NBA. Nachdem er sich hier mittelfristig nicht festsetzen konnte, spielte er von 2015 bis 2017 in der Basketball-Bundesliga für den deutschen Erstligisten Ratiopharm Ulm.

## Karriere
Nach der Kindheit in seiner Geburtsstadt zog Babbs Familie nach Texas, wo er an The Oakridge School in Arlington (Texas) seinen Schulabschluss machte und als herausragender Basketballspieler anschließend ein Stipendium an der Pennsylvania State University im gleichnamigen Ostküstenstaat bekam. Hier spielte Babb für die Hochschulmannschaft Nittany Lions in der Big Ten Conference der NCAA. Als Freshman kaum eingesetzt, war er in seinem zweiten Jahr als Sophomore bereits in der Mehrzahl der Spiele Starter und bewies als zweiterfolgreichster Werfer seiner Mannschaft von hinter der Dreipunktelinie seine Qualitäten als Distanzwurfspezialist. Nachdem die Nittany Lions 2009 mit Babb noch das zweitwichtigste NCAA-Postseason-Turnier National Invitation Tournament im Endspiel gegen die Bears der Baylor University gewonnen hatten, verpassten sie 2010 mit der schlechtesten Bilanz aller Mannschaften der Big Ten komplett die Postseason. Anschließend kehrte Babb in den Mittleren Westen zurück und wechselte an die Iowa State University, wo er nach einem Jahr durch die NCAA-Regularien vorgeschriebener Pause für die Hochschulmannschaft Cyclones in der Big 12 Conference aktiv wurde. Die Cyclones hatten zuvor 2010 den deutschen Nationalspieler und Distanzwurfspezialisten Lucca Staiger verloren, der vorzeitig eine professionelle Karriere in der deutschen Basketball-Bundesliga begonnen hatte. Unter Trainer Fred Hoiberg verbesserten sich die Cyclones und erreichten erstmals seit 2005 sowohl 2012 als auch 2013 die Teilnahme an der wichtigen landesweiten NCAA-Endrunde. 2012 besiegten sie in ihrem Auftaktspiel den Titelverteidiger Huskies der University of Connecticut, bei dem unter anderem der deutsche Nationalspieler Niels Giffey aktiv war, und verhinderten eine Neuauflage des Vorjahres-Halbfinales gegen die Wildcats der University of Kentucky, die anschließend aber die Cyclones um Babb besiegten und den Huskies als Titelgewinner nachfolgten. Nachdem Royce White die Mannschaft verlassen hatte, erreichten die Cyclones um Mannschaftskapitän Melvin Ejim 2013 erneut die NCAA-Endrunde, wo sie nach einem Auftaktsieg gegen die Fighting Irish der University of Notre Dame anschließend den Buckeyes der Ohio State University unterlagen, was Babbs Karriere in der NCAA nach vier Spielzeiten beendete. Dem „3-and-D“-Spezialisten Babb wurde in seinem Senior-Jahr noch eine Auszeichnung mit der Berufung in das „Big 12 All-Defensive Team“ der besten Verteidiger seiner Conference zuteil.
In der NBA-Draft 2013 wurde Babb zwar von keiner Mannschaft der am höchsten dotierten Profiliga ausgewählt, doch für die Phoenix Suns spielte er 2013 in der NBA Summer League. Für die Saisonvorbereitung nahmen ihn dann die Boston Celtics unter Vertrag, die ihn aber nach einem Monat Ende Oktober noch vor Saisonstart wieder aus dem Vertrag entließen. Stattdessen gab ihm das Celtics-Farmteam Maine Red Claws aus Portland (Maine) einen Vertrag für die Saison in der Minor League NBA Development League (D-League). Ende Februar kehrte Babb in den Celtics-Kader mit zwei aufeinanderfolgenden Kurzzeitverträgen zurück, bevor er schließlich Ende März einen Mehr-Jahres-Vertrag erhielt. Die Celtics, für die Babb noch 14 Einsätze mit weniger als zehn Minuten durchschnittlicher Einsatzzeit hatte, verpassten aber nach nur 25 Saisonsiegen in 82 Spielen die Play-offs der NBA 2013/14 deutlich. Nach der NBA Summer League 2014 lösten die Celtics den Vertrag jedoch noch in der Saisonvorbereitung zur folgenden Saison wieder auf und Babb kehrte noch einmal zu den Maine Red Claws zurück. In der D-League wurde er für das All-Star-Game dieser Liga im Februar 2015 nominiert, bevor er im April 2015 einen weiteren Vertrag der Celtics bekam. Die Celtics stellten Babb umgehend wieder an ihr Farmteam Red Claws ab, das mit der besten Bilanz aller Mannschaften die Play-offs der D-League erreichten, in denen man jedoch in der ersten Runde dem Titelverteidiger Fort Wayne Mad Ants unterlag. Auch anschließend wurde Babb von den Celtics, die die Play-offs der NBA 2014/15 erreichten, in keinem offiziellen Spiel mehr eingesetzt. Stattdessen tauschten die Celtics Babb zusammen mit Gerald Wallace für David Lee von den Golden State Warriors ein. Beim damaligen NBA-Champion wurde Babb noch in fünf Vorbereitungsspielen eingesetzt, bevor auch diese ihn eine Woche vor Saisonstart aus seinem Vertrag wieder entließen.
Nachdem Babb damit gescheitert war, sich in der NBA festzusetzen, verließ er sein Heimatland und wechselte in die deutsche Basketball-Bundesliga, in der bereits seine ehemaligen Mannschaftskameraden Tyrus McGee und Will Clyburn gespielt hatten, die wie Babb damals als „Transfer“ zu den Iowa State Cyclones gekommen waren. Nach dem Wechsel von Clyburn nach Israel und dem verletzungsbedingten Ausfall von Carlon Brown war der Erstligist ratiopharm Ulm sehr schwach in die Basketball-Bundesliga 2015/16 gestartet und verpflichtete Mitte November Chris Babb nach. Mit Babb konnten die Ulmer eine Aufholjagd starten und erreichten auf dem siebten Platz der Hauptrunde noch die Play-offs um die deutsche Meisterschaft, in der sie nach Siegen über den Zweiten EWE Baskets Oldenburg und den Dritten Fraport Skyliners die Finalserie erreichten. Hier blieben sie jedoch sieglos gegen Titelverteidiger Brose Bamberg. Nach der Vertragsverlängerung startete Babb mit dem deutschen Vizemeister erneut im EuroCup, in der die Ulmer in der zweiten Gruppenphase der 16 besten Mannschaften unter anderem wie im Vorjahr auf den deutschen Konkurrenten FC Bayern München trafen. Hatte die Mannschaft im Eurocup 2015/16 wenigstens einen Sieg in sechs Spielen erreicht, blieben die nach Verletzungsausfall von Tim Ohlbrecht und einem nur moderat eingesetzten Per Günther ersatzgeschwächten Ulmer diesmal sogar sieglos in sechs Spielen. In der nationalen Liga lief es ungleich besser und nach Siegen unter anderem über Bayern München und Titelverteidiger Brose Bamberg erreichte man einen Startrekord von 27 Siegen in Folge, bevor die Siegesserie schließlich Anfang April im Liga-Rückspiel gegen Bayern München riss, die die Ulmer zuvor bereits im Eurocup zweimal besiegt hatten. Als Hauptrundenerster erreichten die Ulmer die Play-offs um die Meisterschaft der Basketball-Bundesliga 2016/17, in der Babb für seine Leistungen zusammen mit seinem Mannschaftskameraden Raymar Morgan in das „First Team“ der fünf besten Spieler der BBL-Saison berufen wurde.
Nach weiteren Stationen in Europa kehrte Babb zur Saison 2020/21 nach Deutschland zurück und unterzeichnete einen Vertrag bei den Telekom Baskets Bonn. 